# Kimi yo fundo no kawa o watare
Kimi yo fundo no kawa o watare (君よ憤怒の河を渉れ?) è un film del 1976 diretto da Jun'ya Satō.